# Natuurpark Sudoeste Alentejano e Costa Vicentina

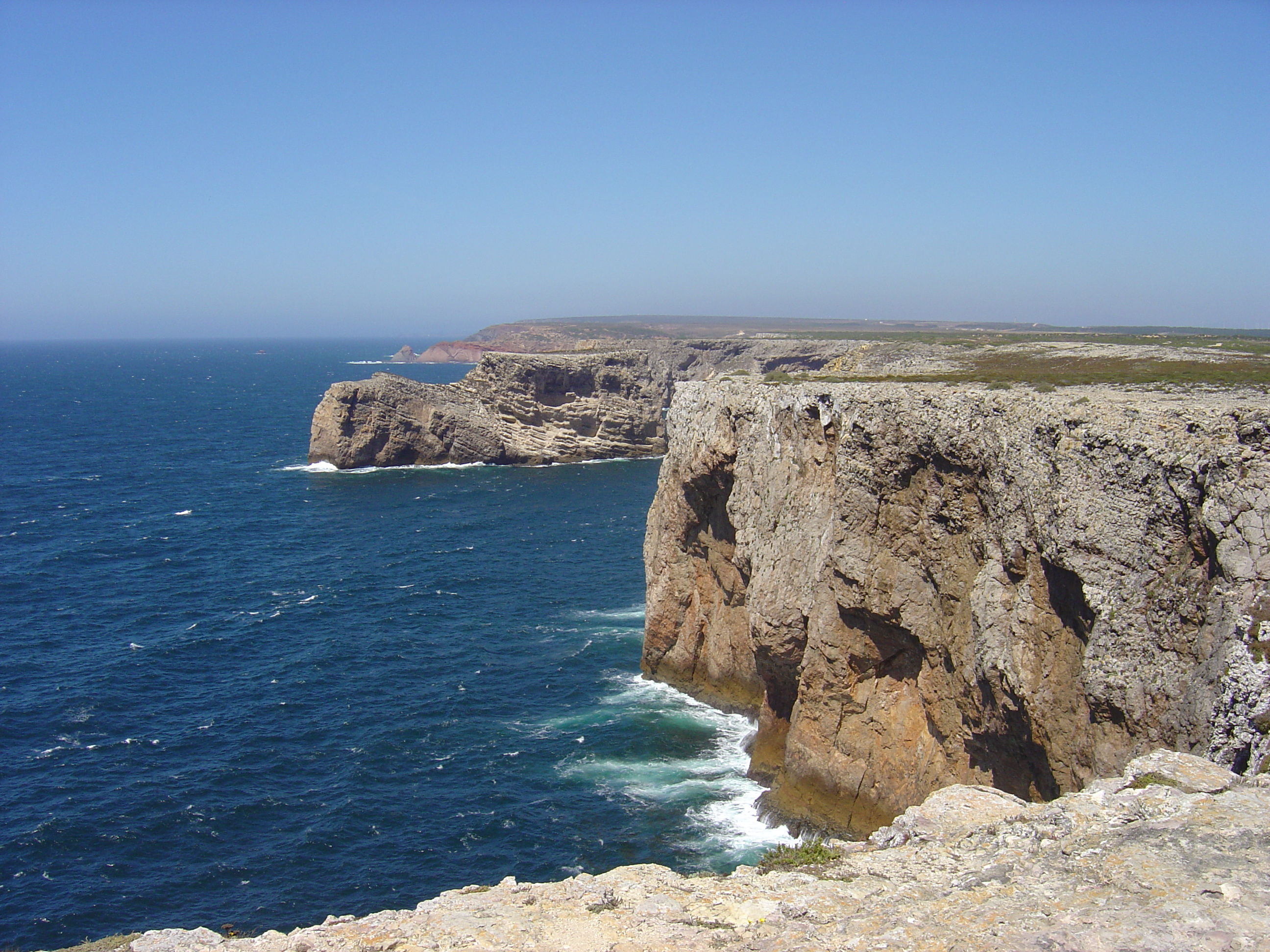
Costa Vicentina

Het Natuurpark Sudoeste Alentejano e Costa Vicentina (Portugees: Parque natural do Sudoeste Alentejano e Costa Vicentina) is een natuurpark in Portugal. Het werd beschermd in 1988 en is 895,7 vierkante kilometer groot. Het park omvat kustlijn met stranden en kliffen (waaronder Cabo de São Vicente); de Rota Vicentina loopt door het park.